# Batucada
 (décembre 2016).
Si vous disposez d'ouvrages ou d'articles de référence ou si vous connaissez des sites web de qualité traitant du thème abordé ici, merci de compléter l'article en donnant les références utiles à sa vérifiabilité et en les liant à la section « Notes et références ».
La batucada est un genre musical caractérisé par des percussions traditionnelles du Brésil. Ses formules rythmiques en font un sous-genre de la samba. Par extension, on utilise en France le mot « batucada » pour désigner un groupe de musiciens pratiquant ce genre musical. La batucada est née à Rio de Janeiro. Marginalisé à ses débuts, ce rythme a rapidement conquis les rues de Rio avant de se répandre dans les carnavals de tout le pays. Les joueurs de batucada sont appelés batuqueiros. Les batucadas peuvent être constituées d'amateurs ou de professionnels. 

## Histoire
Apparue au début du XXe siècle, le batuque (qui signifie « battre en rythme »), est né dans les bidonvilles de Rio de Janeiro. Elle est créée pour accompagner les danses à l’héritage africain, notamment d’Angola. La batucada a sans cesse évolué en se répandant d'abord parmi les plus modestes avant d'atteindre toutes les couches de la société. C'est cependant à Rio de Janeiro que sa présence est la plus importante vu le nombre et la valeur des écoles de samba qui concourent pendant les défilés du carnaval. Mais on les retrouve aussi dans les bistrots, sur les plages, lors des matches de foot et pendant de nombreuses fêtes populaires.
Depuis les années 2000, la batucada a une dimension internationale et de nombreuses écoles font leur apparition dans les pays européens: l’école de Samba Aquarela à Paris par exemple. Ces écoles permettent une introduction à la culture Brésilienne, dans les pays où celle-ci devient de plus en plus populaire . Plus largement, des événements autour du Brésil et de sa musique font leur apparition en Europe.  Avec par exemple la Megasamba (Sesimbra, Portugal), les répétitions du Bloco X (plusieurs villes d’Allemagne), Le Maracatu Europa (différents pays d’Europe) et l’Internationales Samba Coburg (plus grand festival de samba ayant lieu en Allemagne).

### La batucada en France
La 1ère école de Batucada est créée en France, par Tia Nicia Ribas d'Avilia (Dr en Musicologie), qui formera plusieurs maîtres de Batucada. En 1982, Ravy Magnifique crée son école de Batucada, au CAES (Centre Autonome d'Expérimentation Sociale) à Ris-Orangis, c'est la « Batuca ». L'association Tempo et Co permet aux élèves de se produire dans différentes manifestations, à commencer par les carnavals. Puis il fait des ateliers dans les écoles primaires de Ris-Orangis, où il forme les élèves pour le carnaval et les fêtes de fin d'année, créant ainsi des orchestres parfois de plus de 200 enfants batuqueiros ! Il s'étend ensuite aux départements voisins. A Creil, il formera un orchestre de 750 enfants.
Dans les années 2000, il créera la 1ère école de Batucada en Grèce.

## Caractéristiques
L'ensemble des instruments (pour la plupart des percussions) constitue une « batterie de percussions » dont le battement (batucada en brésilien) est à l'origine du nom. La batterie de percussions est au cœur des écoles de samba de Rio de Janeiro et assure la partie rythmique de leurs compositions musicales (sambas do enredo). On parle alors dans ce cas de « batterie de samba ». Plusieurs types de batucada se sont développés, offrant une multitude de rythmes variés reflétant chacun une région différente du Brésil.
Les membres d'une batterie de samba sont appelés ritmistas, notamment lorsqu'elle est intégrée dans une école de samba. Il faut les distinguer des passista', qui désignent les danseurs de l'école. La batucada est née d'un mélange de trois cultures, africaine, portugaise et indienne, qui ont donné au Brésil une identité culturelle unique, notamment par l'apport d'anciens esclaves noirs d'Afrique. De nombreux instruments qui composent la batucada étaient utilisés en Afrique lors de cérémonies religieuses, et furent importés au Brésil dans le même temps que les esclaves, à la fin du XIXe siècle et début XXe siècle. Le musicologue John Strom Roberts souligne que le Brésil n’a pas hérité uniquement des instruments Africain dérivé, mais aussi de styles musicaux, appelés « néo-africain », et plus largement de danses, de langages qui ont contribués à créer l’identité de la Samba.

### Thèmes politiques
Avec l’essor de groupe engagé tel que Ilê Aiyê ou Olodum, l’aspect politique devient très lié à la batucada, qui est très présente lors de protestations, manifestations notamment anticapitalistes. Un répertoire de rythmes de protestation fait son apparition, à l’origine c’est un groupe appelé Rythmes of Resistance (RoR) qui est créé en 2000 à Londres, au Royaume-Uni. Depuis une multitude de groupe (plus de 75) du même nom se sont développés à travers le monde  partageant tous un répertoire commun de rythmes à jouer lors de protestations en lien avec la cause large « anticapitaliste ».

### Instruments
Cette section ne présente que les principaux instruments de la batterie du samba. Ce sont principalement des percussions : la caixa de guerra, le tamborim, le surdo, le repinique, le tarol, la cuíca, le pandeiro, les agogôs, le chocalho et le reco-reco. On peut aussi jouer de la batucada avec ses mains et ses pieds. D'autres instruments sont parfois utilisés, comme le ganzá (shaker) ou le glockenspiel.
On retrouve dans la batucada toutes les familles de percussions : celles que l'on frappe (main, baguette, batte), celles que l'on secoue, celles que l'on racle et enfin celles que l'on frotte. C'est aussi pour cela que cet ensemble forme comme un orchestre à base de percussions d'où se dégage une grande musicalité.
- Le surdo[1] est un fût droit, large et profond dont le son grave assure les basses et assoît la structure rythmique en battant le tempo. Il est généralement construit en métal et ses membranes peuvent être naturelles ou synthétiques. Il existe des surdos de différentes tailles (de 16 à 26 pouces de diamètre).
- Le repinique (parfois aussi appelé « repique ») est un tambour d'accompagnement de mêmes proportions que le surdo mais environ trois fois plus petit, et au son clair. Il est aussi utilisé pour des phrases d'appel (démarrages, arrêts des morceaux). Le fût est aussi en métal, ses membranes sont synthétiques.
- La caixa ou tarol est une caisse claire, un peu comme celles que l'on peut trouver sur des batteries de rock 'n' roll. Cependant, à la différence de ces dernières, son timbre est généralement constitué d'un simple fil d'acier tendu en travers de la peau de frappe. Elle sert elle aussi d'accompagnement en assurant un continuum rythmique ;
- Le tamborim[1] est un tambourin sans cymbale. Le son est particulièrement sec et aigu. Il sert à effectuer des phrases rythmiques qui ponctuent les morceaux et les font vivre.
- Le chocalho ou chapinhas est un ensemble de petites cymbales montées sur un réseau de tringles. Le son qu'il produit est répétitif et aigu, et vient renforcer l'accompagnement offert par les caixas ;
- L'agogô[1] est une cloche à deux tons (parfois trois ou quatre, voire cinq). Il assure une fonction intermédiaire entre la rythmique et la mélodie.
- La cuíca est un membranophone particulier : elle comporte une tige fixée au milieu de la peau. La tige transmet à la peau les vibrations produites lorsqu'on la frotte avec une éponge humide. Les sons produits ressemblent aux cris du singe (d'où l'origine de son nom). La cuica est utilisée pour former une sorte de chant rythmique.
- L'apito est un sifflet à un ou trois tons. Il permet au chef de batterie d'attirer l'attention de ses musiciens pour les diriger par des signaux conventionnels.

### Galerie

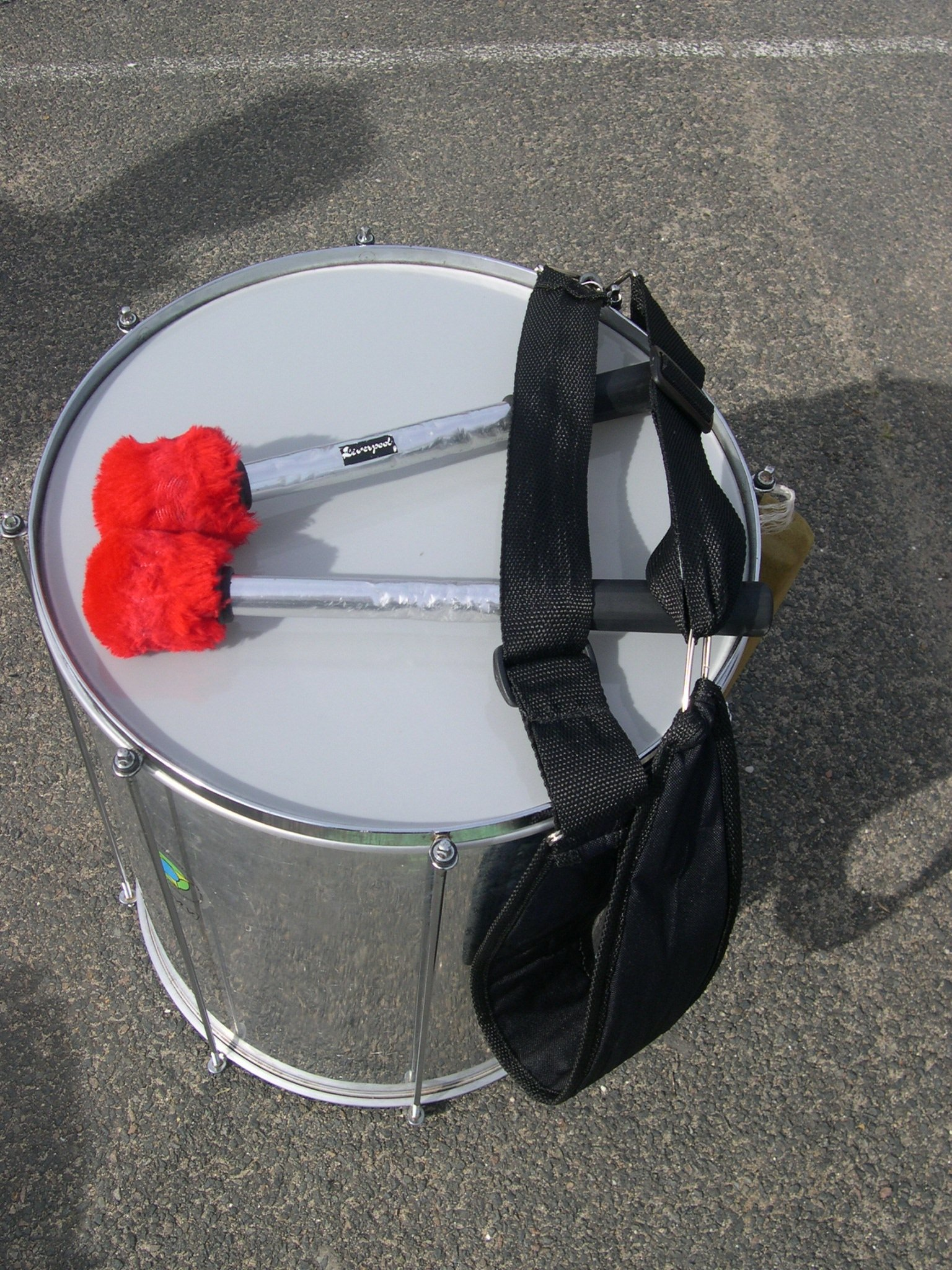
Surdo.
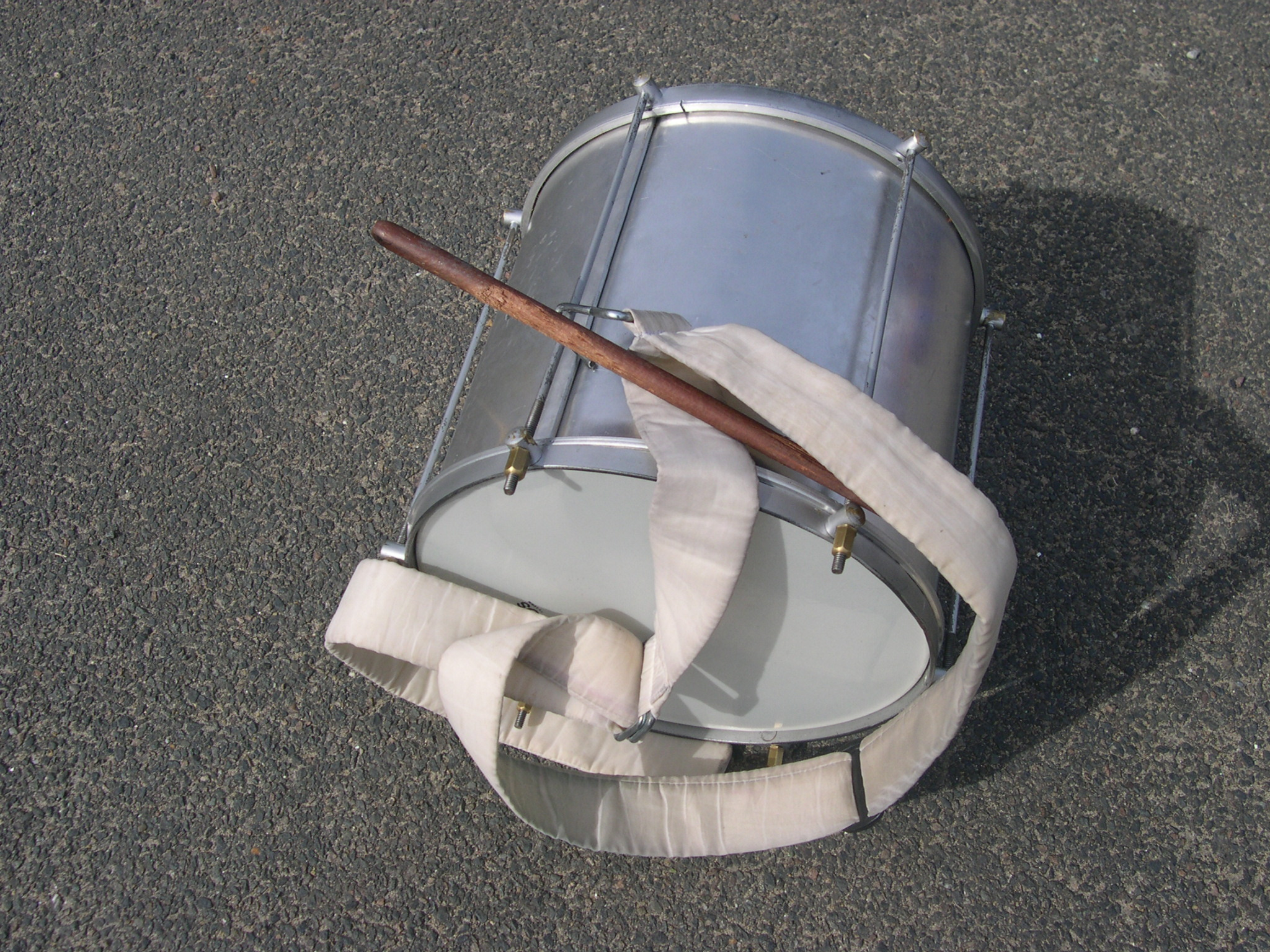
Repinique.
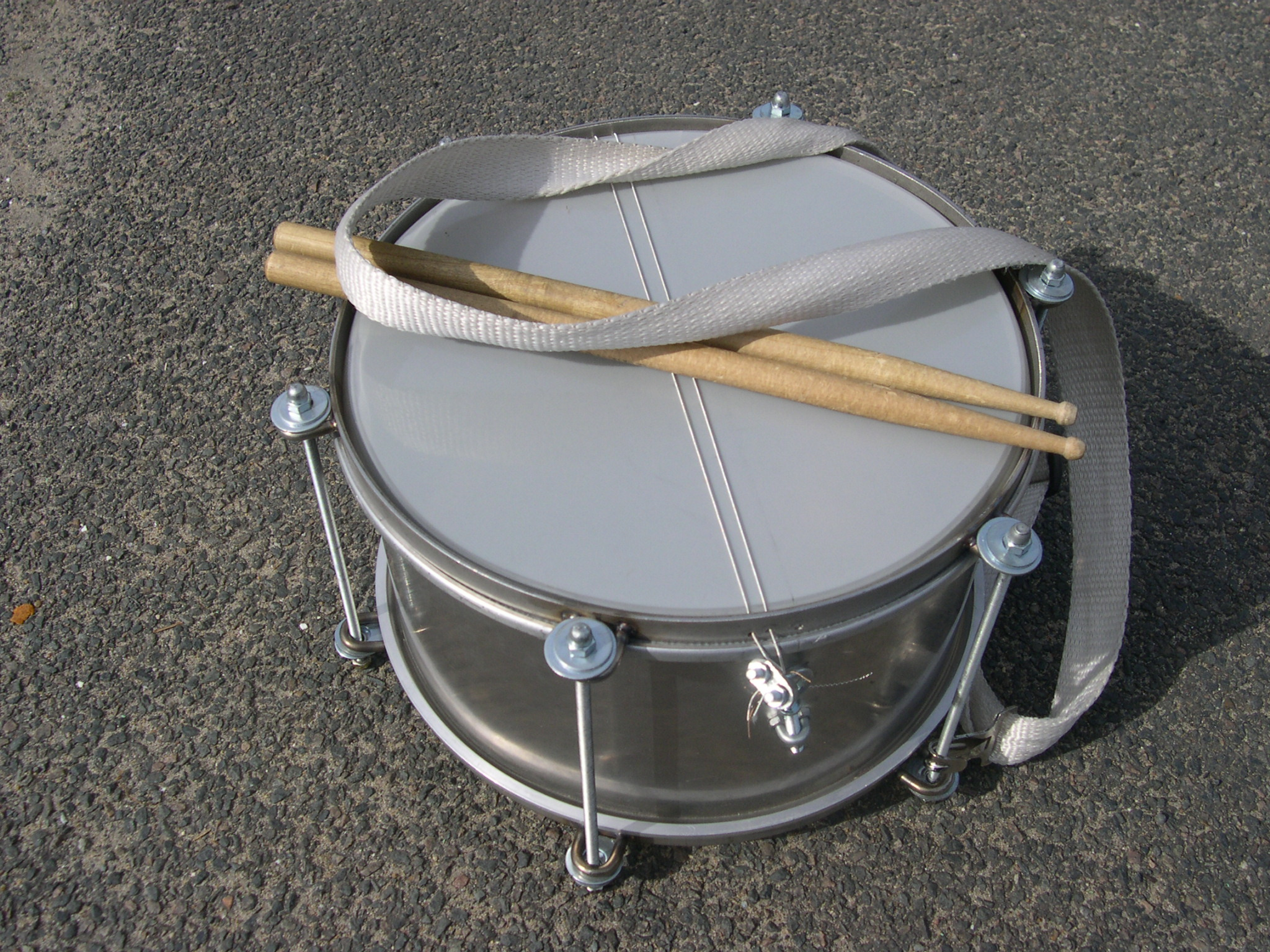
Caixa.
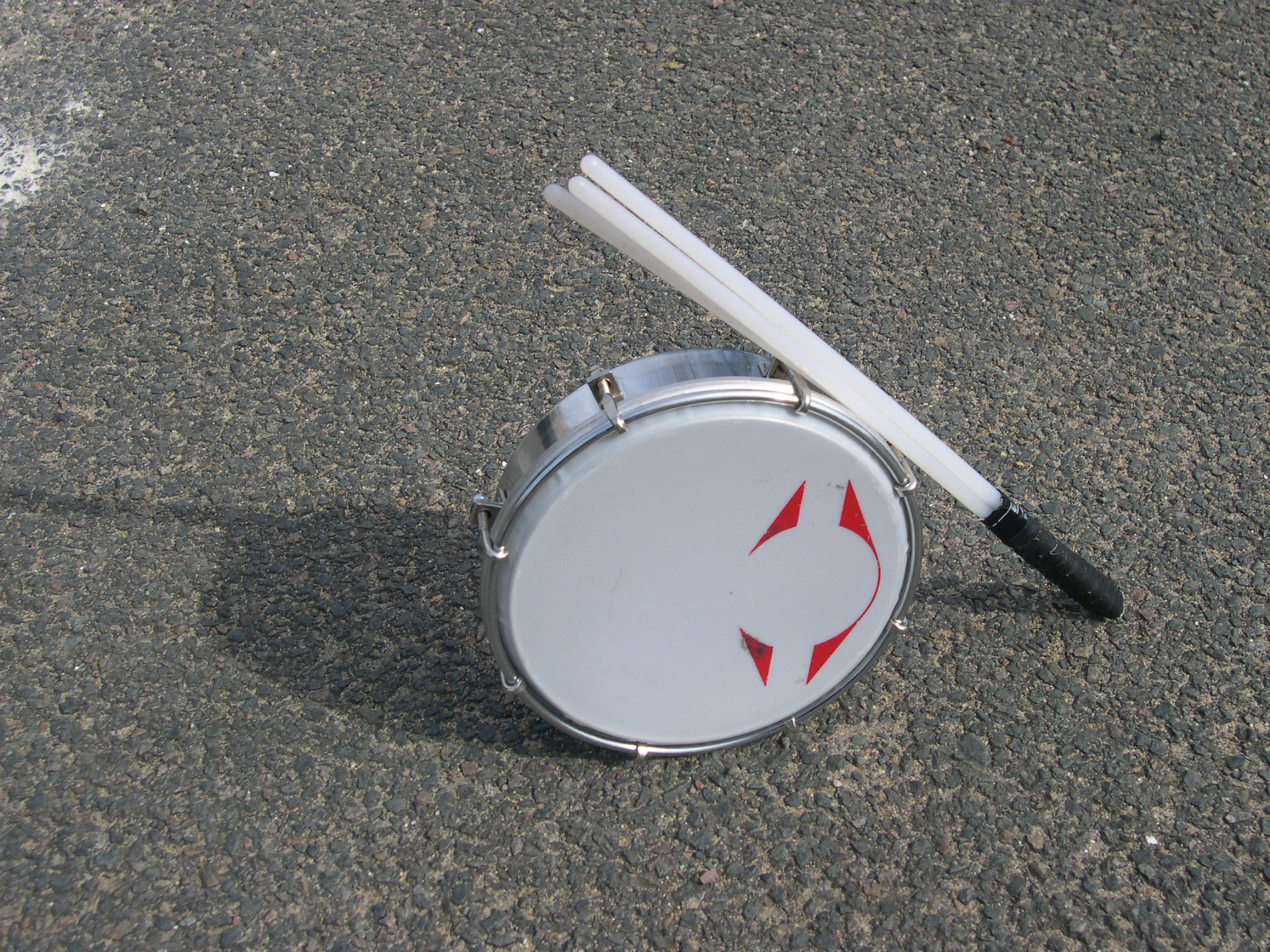
Tamborim.
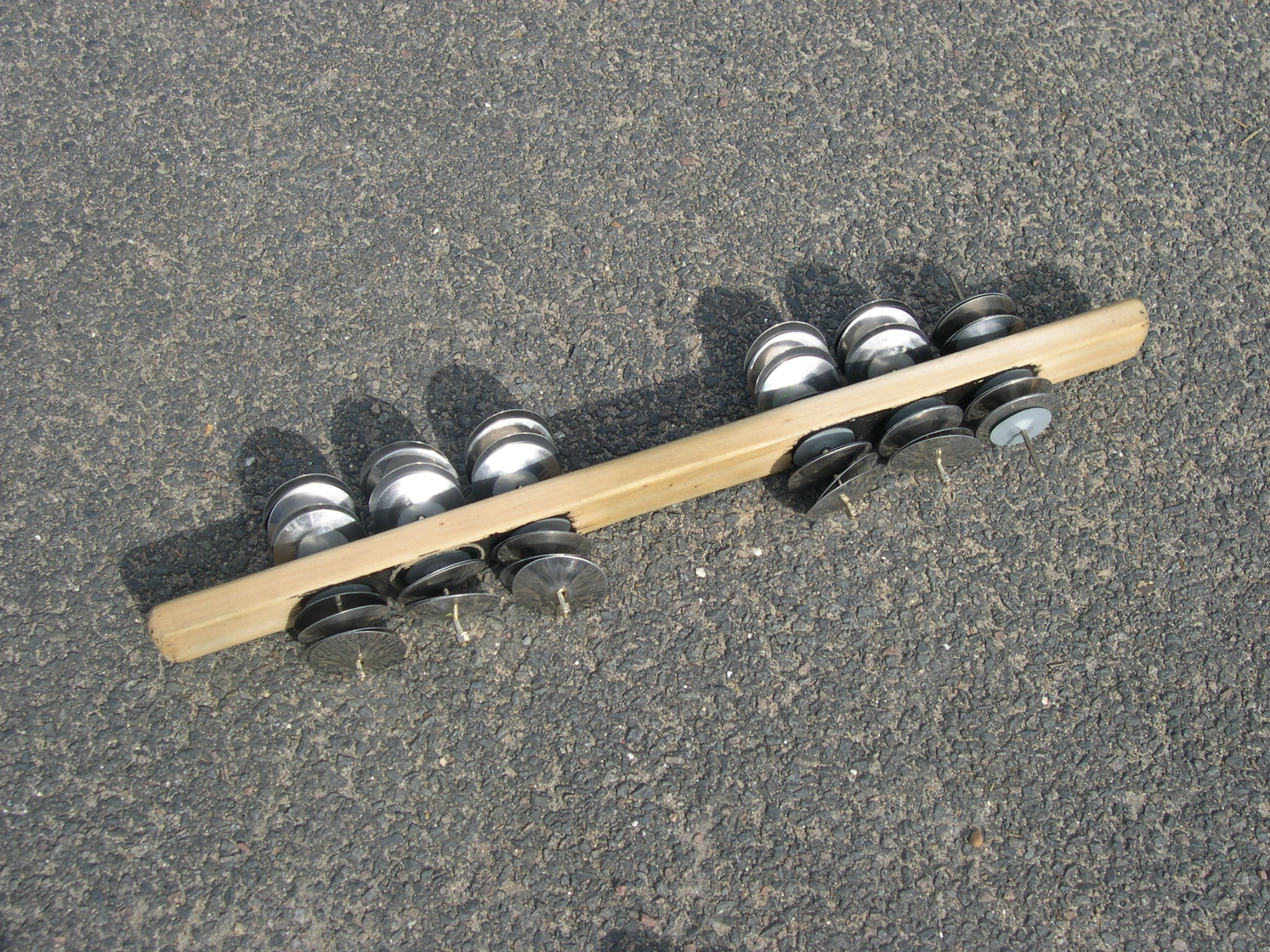
Chocalho.
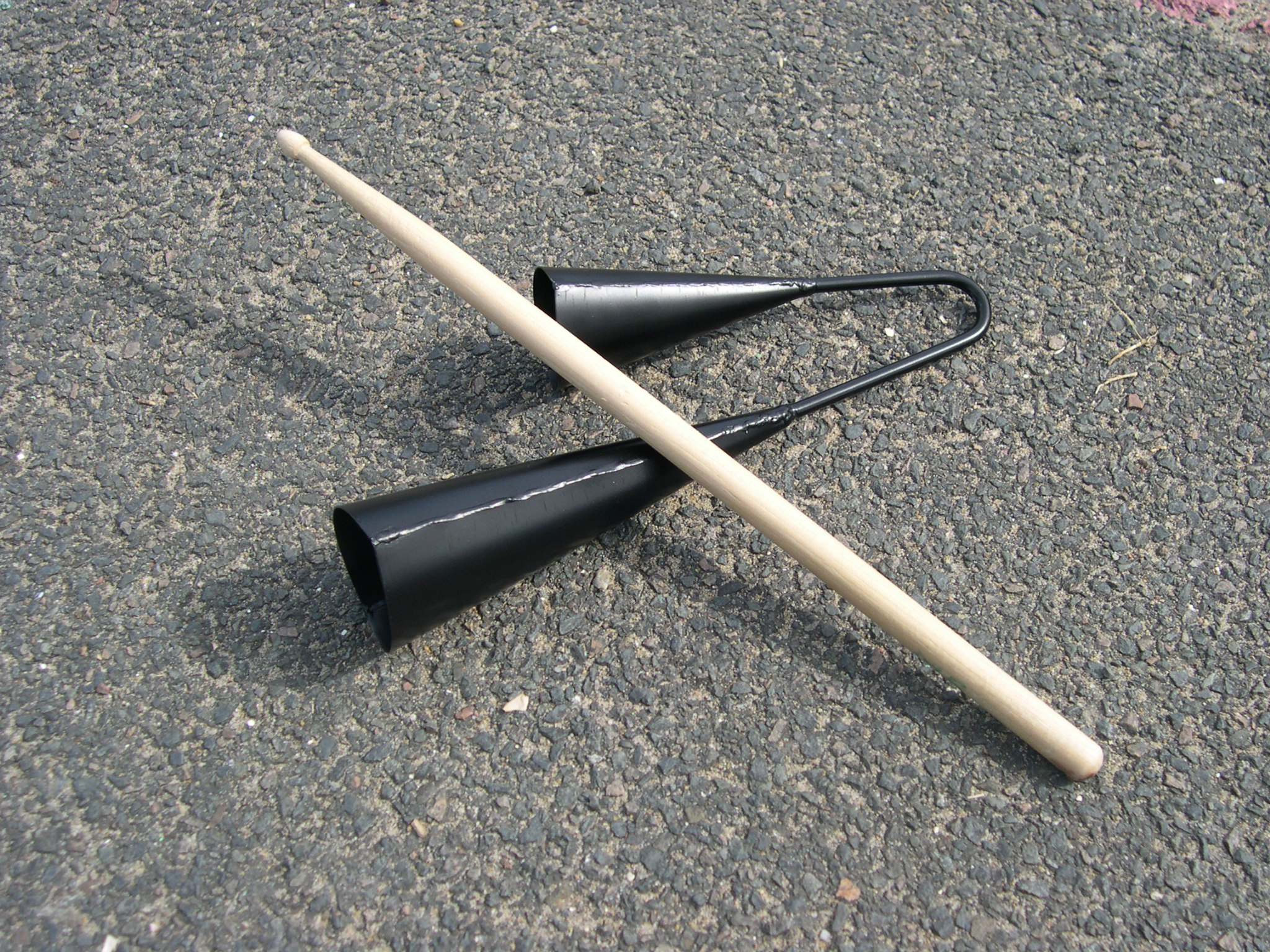
Agogô.
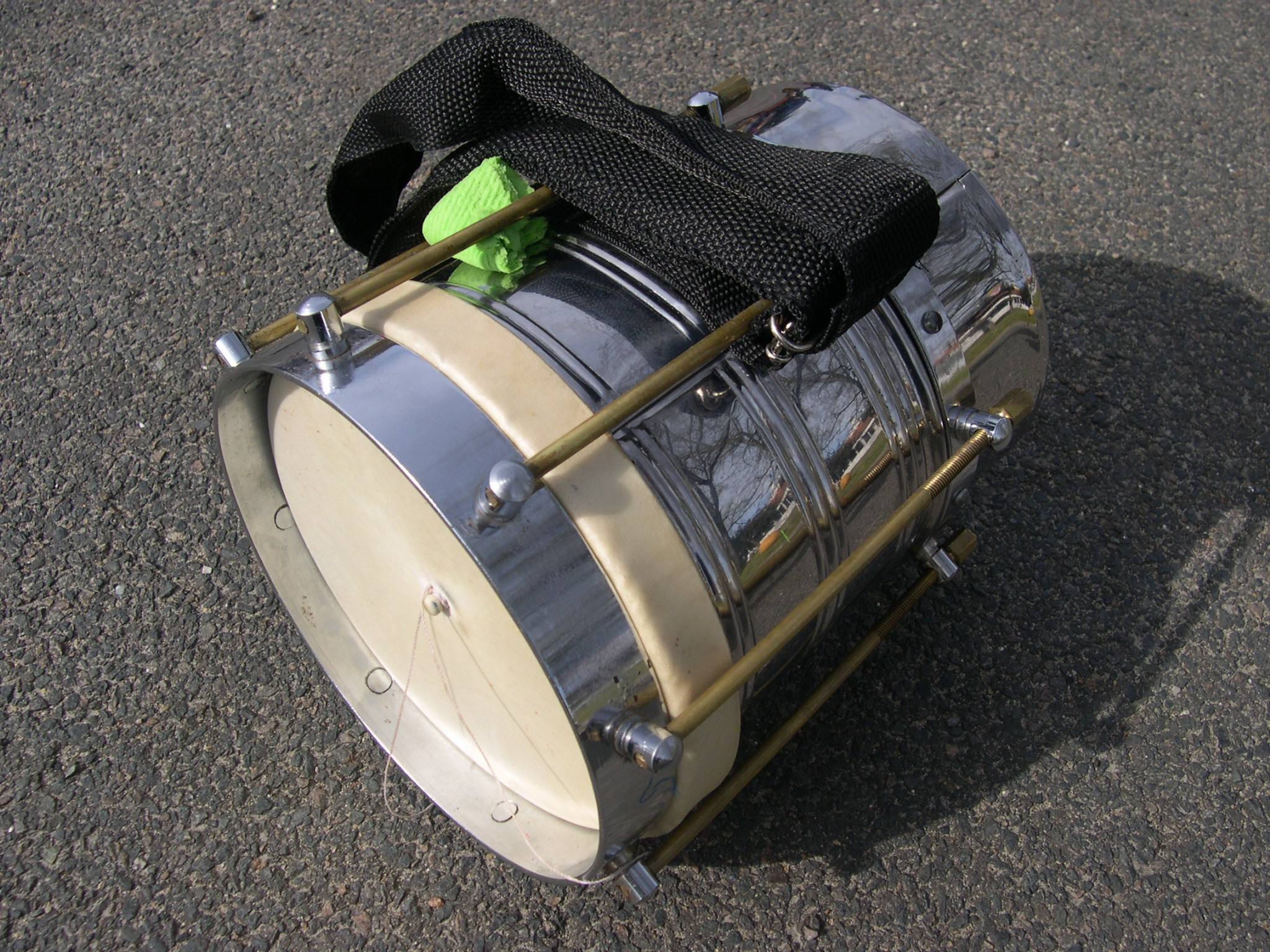
Cuica.
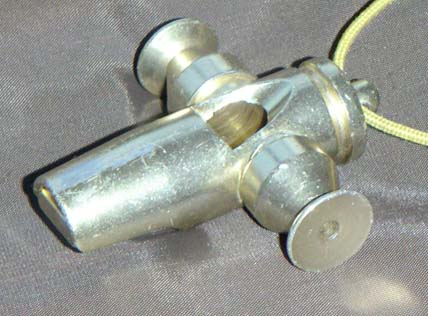
Apito.

## Genres apparentés
Au sein de l'appellation générale batucada existe différents courants. Le plus connue la samba, aussi appelé samba-enredo originaire de Rio de Janeiro qui au début est le style principale du carnaval. Il existe également le maracatu qui est originaire de Récif, une région du nord du Brésil. Et enfin le samba-reggae qui vient de Bahia, une région très peuplé d'afro-descendants. Ce courant de la batucada crée par le groupe Ilê Aiyê en 1974, est largement diffusé par Grupo Olodum (crée en 1979), un groupe de Pelourinho, un quartier de Salvador de Bahia. Ce groupe a apporté une innovation dans la musique brésilienne en introduisant la rythmique, au départ appelé, música-afro, afro-primitivo, et plus tard samba-reggae. Ce style est rapidement devenu très connu au Brésil en parallèle d’Olodum. Ce rythme n’est pas un simple mélange de samba et de reggae, mais un mélange de rythmes africains variés. Cette musique puissante, affirmée et convaincante est très vite devenue une force de résistance et une source de confiance en soi pour les communautés minoritaires.